# Andries Both
Pour les articles homonymes, voir Both.

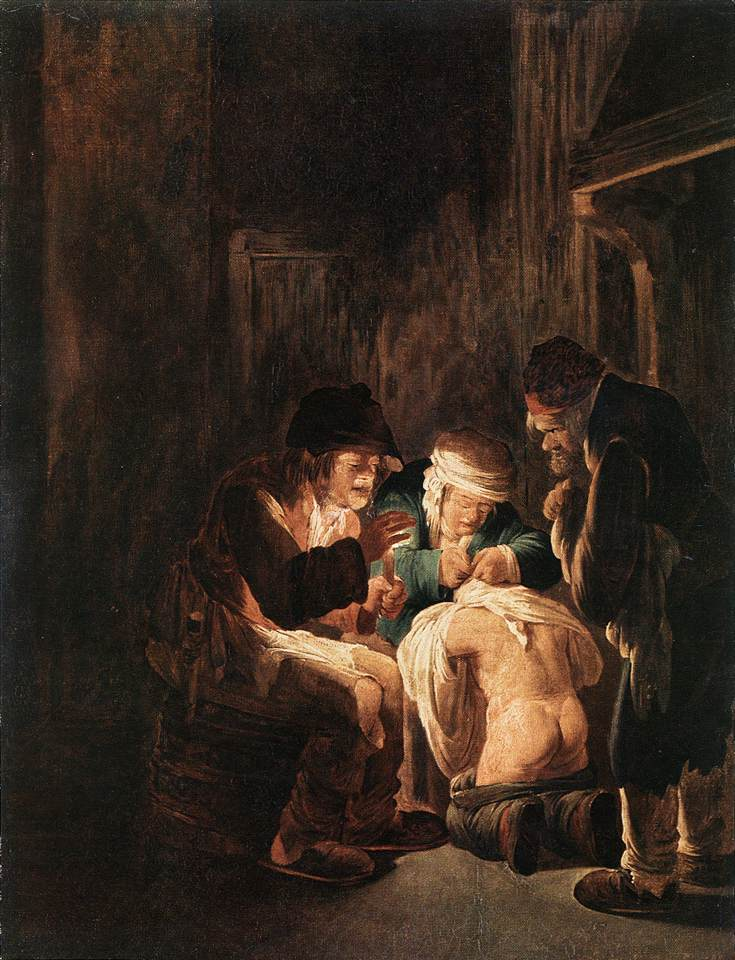
La Chasse aux poux à la lumière d’une chandelle, huile sur toile, 34,5 × 27 cm, vers 1630 (Musée des Beaux-Arts, Budapest).

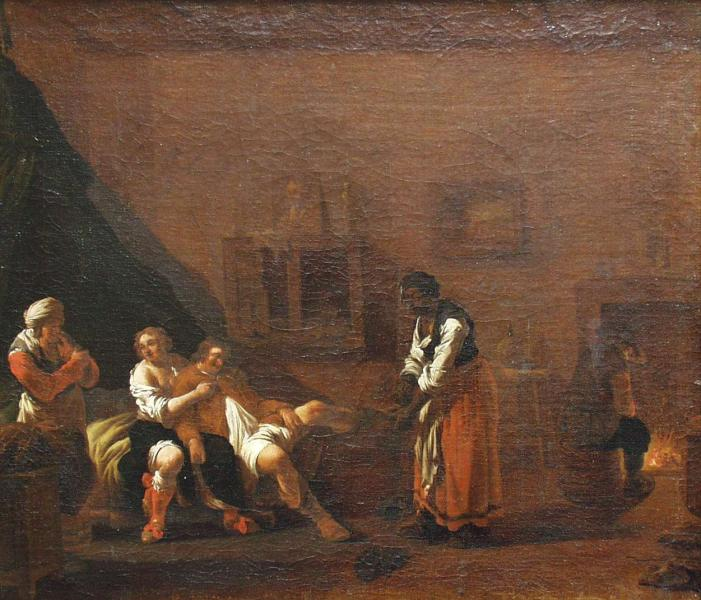
Scène dans un bordel, toile, 44 × 51 cm, (Museum Bredius, La Haye).

Andries Dirksz. Both (Utrecht, 1612 ou 1613 – Venise, 23 mars 1642), frère de Jan Both, est un peintre et dessinateur de scènes de genre néerlandais (Provinces-unies) du siècle d'or. Il fit partie des premiers Bamboccianti.

## Biographie
Andries Both était le frère aîné de Jan Both. L’un et l’autre furent élèves de leur père, qui était peintre sur verre, avant de poursuivre leur apprentissage auprès d'Abraham Bloemaert.
Vers 1632, ils partirent, également tous les deux, soit ensemble, soit l’un peu après l’autre, pour l’Italie. En 1633, Andries séjourna à Rouen, puis par la suite à Lyon. En Italie, Andries est d’abord documenté à Venise, puis, à partir de 1635 et jusqu’en 1641, à Rome. Là, il partagea d’abord un atelier avec Jan Van Causteren, un peintre également originaire d’Utrecht. Il fut ensuite rejoint par son frère Jan en 1638, et ils vécurent ensemble à la Via Vittoria dans la paroisse de San Lorenzo in Lucina. S'ils furent membres des Bentvueghels, on ne leur connaît cependant pas de surnoms. À Rome, ils eurent l'occasion de connaître Pieter Van Laer, qui était actif dans la ville vers la même époque, soit entre 1624 et 1639, et dont l'influence est visible sur l'œuvre d'Andries. Ils ont pu également fréquenter à l’Accademia di San Luca.
En 1642, tandis que les deux frères faisaient route ensemble pour rentrer aux Pays-Bas, Andries Both, de retour d’une fête, se noya dans un canal à Venise.

## Style pictural
Andries Both peignit et dessina principalement des scènes de genre, scènes de rue, ou situées dans des auberges ou des intérieurs modestes. Son œuvre est marquée par son côté humoristique et excessif, mêlé à une vision objective de la réalité crue, représentant à gros traits les dessous de la vie italienne. Ce genre de peinture, connu sous le nom de « bambochade » (en italien bambocciata) – d’après le surnom de celui qui en fut à l’origine, Pieter Van Laer, dit Il Bamboccio, c’est-à-dire le « Bamboche » ou le « Pantin », en raison de sa difformité physique –, dépeignait des scènes de la vie des petites gens, que l’aristocratie, habituée à un style artistique plus idéalisé, considérait souvent comme grotesques, voire choquantes.
L’œuvre est également liée à celle d’Adriaen Brouwer et d’Adriaen Van Ostade, et témoigne de la même souplesse d’exécution. Ses couleurs sont moins claires, mais il consacre une attention supplémentaire au contraste entre la lumière et l'obscurité. Il était également habile dans la représentation d’animaux. Selon Joachim von Sandrart, il aurait peint des tableaux en collaboration avec son frère, Jan peignant le paysage et Andries y introduisant des personnages et des animaux ; cette affirmation, toutefois, a commencé à être mise en doute au XXe siècle.

## Œuvres
Liste de tableaux réalisés par ou attribués à Andries Both :
- L’Adoration des bergers avec à l’arrière-plan l’Annonce aux bergers, huile sur toile, 105,3 × 136,8 cm, date inconnue (Phillips, Londres, le 15 décembre 1998). [RKD 58175]
- La Chasse aux poux à la lumière d’une chandelle, huile sur toile, 34,5 × 27 cm, vers 1630 (Musée des Beaux-Arts, Budapest).
- Distribution de nourriture près de la porte d’un couvent, huile sur toile, 65 × 49 cm, date inconnue (Alte Pinakothek, Munich – inv. 2019). [RKD 52780]
- Distribution de nourriture près d’un couvent, huile sur cuivre, 53,5 × 72 cm, date inconnue (Christie's, Londres, le 15 avril 1992). [RKD 2981]
- Groupe de buveurs, huile sur panneau, 49 × 65 cm, date inconnue (Gemeentemuseum Het Markiezenhof, Bergen op Zoom). [RKD 3840]
- Groupe de paysans mangeant et buvant devant une auberge, huile sur panneau, 49 × 61 cm, date inconnue (coll. privée – Sotheby's, Amsterdam, le 5 mai 2004). [RKD 6654]
- Le Hornpipe[8], huile sur cuivre, 32,39 × 44,45 cm, date inconnue (Crocker Art Museum – inv. 1872.157).
- Intérieur avec un groupe de musiciens, huile sur panneau, attribué à A.B., 30 × 49 cm, date inconnue (coll. privée, Vienne). [RKD 65150]
- Le Jardin du Palazzo Aldobrandini à Frascati, huile sur toile, personnages attribués à A.B., et le paysage de son frère Jan, 212 × 157 cm, entre 1639 et 1641 (Museo Nacional del Prado, Madrid – inv. P 2062). [RKD 49256]
- Joueurs de ballades flânant, huile sur cuivre, 22,7 × 22,2 cm (format ovale), années 1630 (Wallace Collection, Londres).

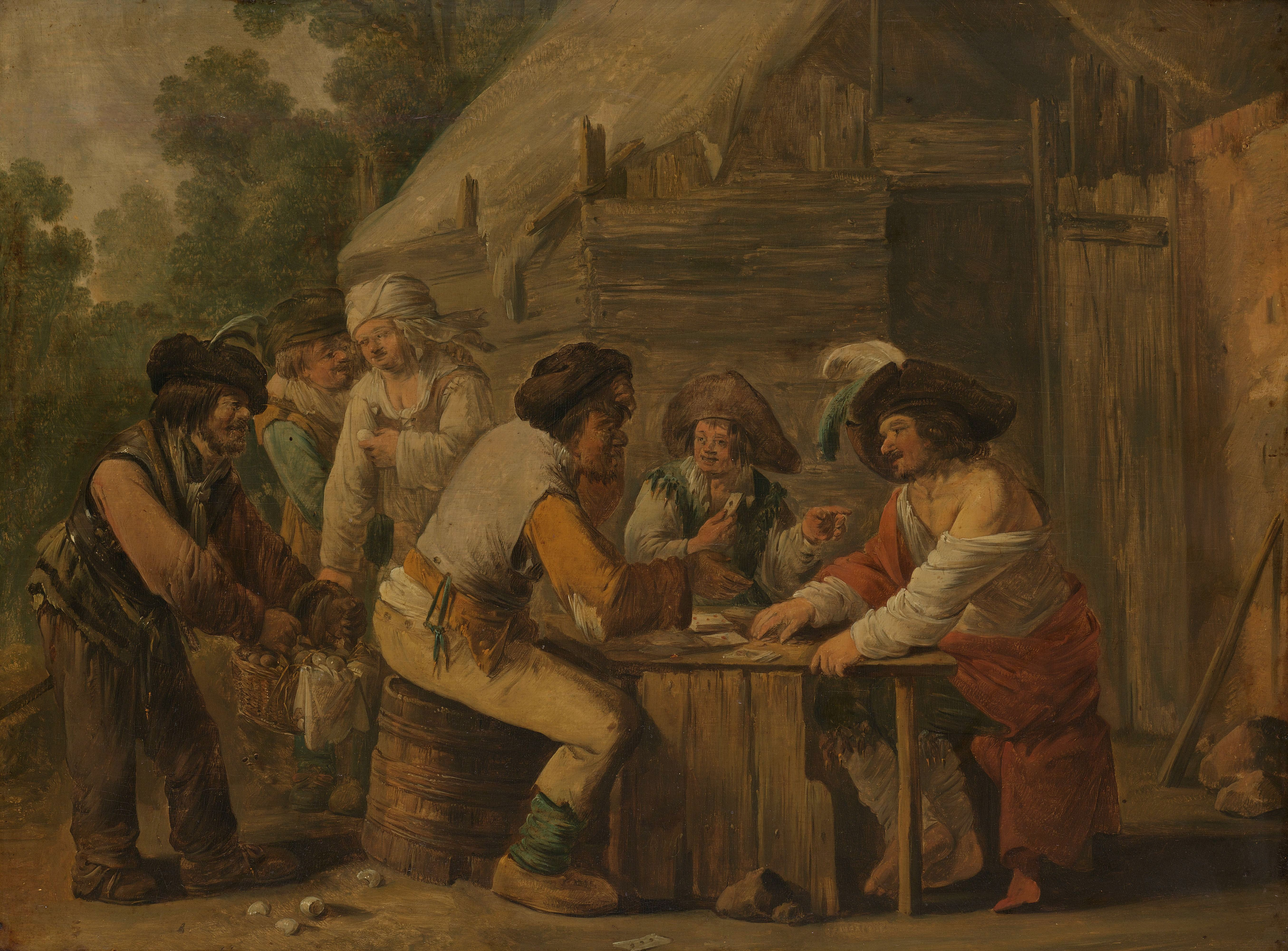
Les Joueurs de cartes, 1623-1641, huile sur panneau, signé, 32x44cm, Rijksmuseum, Amsterdam [SK-A-2557

- Les Joueurs de cartes, 1623-1641, huile sur panneau, signé, 32x44cm, Rijksmuseum, Amsterdam [SK-A-2557]Les Joueurs de cartes, huile sur panneau, signé, 32 × 44 cm, date inconnue (Rijksmuseum, Amsterdam – inv. À 2557). [RKD 3842]
- Les Joueurs de mourre, 28,5 × 34 (Museo del Cenacolo di Andrea del Sarto, Florence).
- Paysage avec un pont, huile sur panneau, attribué à A.B., 26,5 × 23 cm, date inconnue (Administration communale, Bruges). [IRPA B138943]
- Paysage de montagne italien, huile sur toile, attribué à A.B. et son frère Jan, 69 × 97 cm, date inconnue (Koninklijk Museum voor Schone Kunsten, Anvers). [IRPA B55917]
- Paysage italien, huile sur toile, signé BOTH, 56 × 70 cm, date inconnue (Koninklijk Museum voor Schone Kunsten, Anvers). [IRPA B55966]
- Paysage ressemblant à un parc, avec Suzanne espionnée par les Anciens (Apocr. Daniel 15-18), huile sur panneau, personnages attribués à A.B., et le paysage de son frère Jan, 55,6 × 39,9 cm, entre 1630 et 1642 (Sotheby's, Londres, le 28 octobre 2004). [RKD 49256]
- Paysans buvant et chantant auprès d’un joueur de viole devant un auberge, huile sur panneau, signé, 31 × 43 cm, date inconnue (signalé en 1959 à l’Alfred Brod Gallery, à Londres). [RKD 60888]
- Paysans dans une auberge, huile sur panneau, signé, 35,5 × 25,5 cm, daté 1634 (Centraal Museum, Utrecht). [RKD 3844]
- Paysans se querellant dans une ruelle, huile sur panneau, 17,8 × 35,5 cm (Christie's, 14 septembre 2005).
- Scène dans un bordel (auparavant connu sous le titre : Le Retour du fils prodigue), toile, 44 × 51 cm (Museum Bredius, La Haye – inv. 116-1946). [RKD 3845]
- Une mère et ses enfants, cuivre (vente : Lyon, le 9 décembre 2007).
- Un voyage à la campagne, attribué à A.B. et son frère Jan, 213 cm × 153 cm, vers 1640 (Museo Nacional del Prado, Madrid – inv. P 20621).
- Vieille femme acariâtre et vieil homme pesant de l’argent à la lumière d’une chandelle, huile sur panneau, signé, 34,7 × 28,6 cm, daté 1[6]34 (?) (Christie's, Amsterdam, le 8 novembre 1999). [RKD 62201]
- Voyageurs près d’un puits, huile sur panneau, 23,7 × 34 cm, 1635-1641 (National Gallery of Victoria, Australia).